# Metrichia lenophora
Metrichia lenophora är en nattsländeart som först beskrevs av Oliver S. Flint Jr. 1991.  Metrichia lenophora ingår i släktet Metrichia och familjen smånattsländor. Inga underarter finns listade i Catalogue of Life.